# Зубров, Пётр Иванович
Пётр Иванович Зубров (1822, Санкт-Петербург — 9 декабря 1873, там же) — артист Императорских Санкт-Петербургских театров.

## Биография
Пётр Зубров родился в семье известного петербургского ювелира.
«Готовился быть золотых дел мастером, но страсть к театру увлекла его на сцену. В 1851 г. дебютировал на Александринской сцене», — говорится об актёре в Новом энциклопедическом словаре Брокгауза и Ефрона.
По секрету от отца дебютировал на театральной сцене, однако первые актёрские начинания оказались неудачны. Но будущего актёра это не остановило. Тогда, чтобы отвлечь сына от театра, отец отправил его на три года за границу. Но вернувшись домой, он опять стал пробовать себя на театральном поприще и наконец дебютировал в Александринском театре.
На сцену принят в 1850 году. В 1854 году успешно сыграл Гордея Торцова в пьесе Островского «Бедность не порок», после чего неоднократно исполнял роли в его пьесах. Среди ролей: Черемухин (комедия «Омут»); Квартальный («Благородные люди»), Ягодкин («Паутина»); Захар Захарыч в комедии Островского «В чужом пиру похмелье»; Никашка в драме Писемского «Горькая судьбина»; Силантий в «Горячем сердце»; Городничий в «Ревизоре»; Подьячий в «Каширской старине»; Кулигин в «Грозе»; Счастливцев в «Лесе»; Веретенников в «Модном лакее»; Дядя в «Гражданском браке»; Кузнец в «Не так живи, как хочется»; Подьячий в «Пучине»; Отец в «Статье доходной»; Немец управляющий в «Легкой надбавке» и др.
Зубров — автор нескольких оригинальных и переводных пьес, из которых на сцене шли: «Глухой всему виной» (водевиль) и «Честное слово» (комедия).
На сцену Александринского театра актёр выходил вплоть до февраля 1873 г., «когда, вследствие расстроенного здоровья, он подал в отставку, — сообщается в Русском биографическом словаре Половцова. — Последнею его ролью была роль Веретенникова в одноактной комедии „Модный лакей“, переделанной для русской сцены М. П. Фёдоровым». Там же отмечается: «Репертуар З. был весьма обширен, причём отличительною его чертою в игре было твёрдое знание роли, которую он никогда не играл по „суфлёру“».